# Гернси (Ајова)
Гернси (енгл. Guernsey) град је у америчкој савезној држави Ајова. По попису становништва из 2010. у њему је живело 63 становника.

## Демографија
Према попису становништва из 2010. у граду је живело 63 становника, што је -7 (-10.0%) становника више него 2000. године.
| Група             | 2000.      | 2010.      |
| Белци             | 66 (94,3%) | 61 (96,8%) |
| Афроамериканци    | 0 (0,0%)   | 0 (0,0%)   |
| Азијати           | 0 (0,0%)   | 0 (0,0%)   |
| Хиспаноамериканци | 3 (4,3%)   | 2 (3,2%)   |
| Укупно            | 70         | 63         |